# フィル・コリンズ in バスター
『フィル・コリンズ in バスター』（原題：Buster）は、1988年制作のイギリス映画。
1963年にイギリスで1963年の大列車強盗（ロイヤル・メール列車から260万ポンドが奪われた強盗事件）の犯人の1人バスター・エドワーズとその妻の逃避行と愛を描いた実録クライム映画。歌手フィル・コリンズの初主演映画で、主題歌「恋はごきげん」(A Groovy Kind of Love)も担当。挿入歌「ツー・ハーツ」(Two Hearts)はBillboard Hot 100で2週連続1位となり、第46回ゴールデングローブ賞で主題歌賞を受賞した。

## キャスト
- バスター・エドワーズ：フィル・コリンズ
- ジューン・エドワーズ：ジュリー・ウォルターズ
- ブルース・レイノルズ：ラリー・ラム
- フラニー・レイノルズ：ステファニー・ローレンス
- ロナルド・ビッグス：ラルフ・ブラウン
- ロザリー夫人：シーラ・ハンコック
- ジェームズ・マクダウェル卿：アンソニー・クエイル
- ジャック・ミッチェル：マーティン・ジャーヴィス
- ハリー：マイケル・アトウェル
- ポイザー：マイケル・バーン